# Strongylium cultellatum
Strongylium cultellatum es una especie de escarabajo del género Strongylium, familia Tenebrionidae, orden Coleoptera. Fue descrita científicamente por Mäklin en 1867.
La especie se mantiene activa durante los meses de enero, abril, mayo, junio, julio, agosto, septiembre, octubre y diciembre.

## Distribución
Se distribuye por Corea, Japón, China, Indonesia, India y Estados Unidos.